# Sisley Dias
Sisley Dias (Lausanne, 3 de abril de 1988) é um ator e modelo português.

## Vida pessoal
Sisley Dias e a companheira, Mariana Peixoto, são pais de Levi, nascido em 2016, e Leia, nascida em 2020.

## Televisão
- Co-Protagonista, Nuno Dias em Morangos com Açúcar (5ª e 6ª Temporada) - TVI, 2007/2008
- Elenco principal, Jorge em Casos da Vida (Lua Mentirosa) - TVI, 2008
- Elenco principal, Rui Nicolau em Flor do Mar - TVI, 2008
- Elenco principal, Sebastião Coutinho em Sentimentos - TVI, 2009
- Elenco principal,  D.Manuel II em República - RTP, 2010
- Elenco principal, Tiago Nogueira em Laços de Sangue - SIC, 2010/2011
- Elenco principal, Guilherme Sousa Prado de Oliveira em Dancin' Days - SIC, 2012/2013
- Concorrente no programa Splash! Celebridades - SIC, 2013
- Participação especial, Gonçalo em Bem-Vindos a Beirais - RTP, 2013
- Elenco principal, Xavier Cardoso em Os Nossos Dias - RTP, 2013/2014
- Elenco principal, Diogo Trigo em Mar Salgado - SIC, 2014/2015
- Protagonista, Tiago Silva em Ministério do Tempo - RTP, 2017
- Elenco principal, Cândido de Oliveira em A Espia - RTP, 2020
- Elenco principal, Maia Mendes em O Atentado - RTP, 2020
- Protagonista, em Fronteira, RTP, 2020
- Elenco principal, Tomaz Mello em Vento Norte- RTP, 2021